# Michaela May

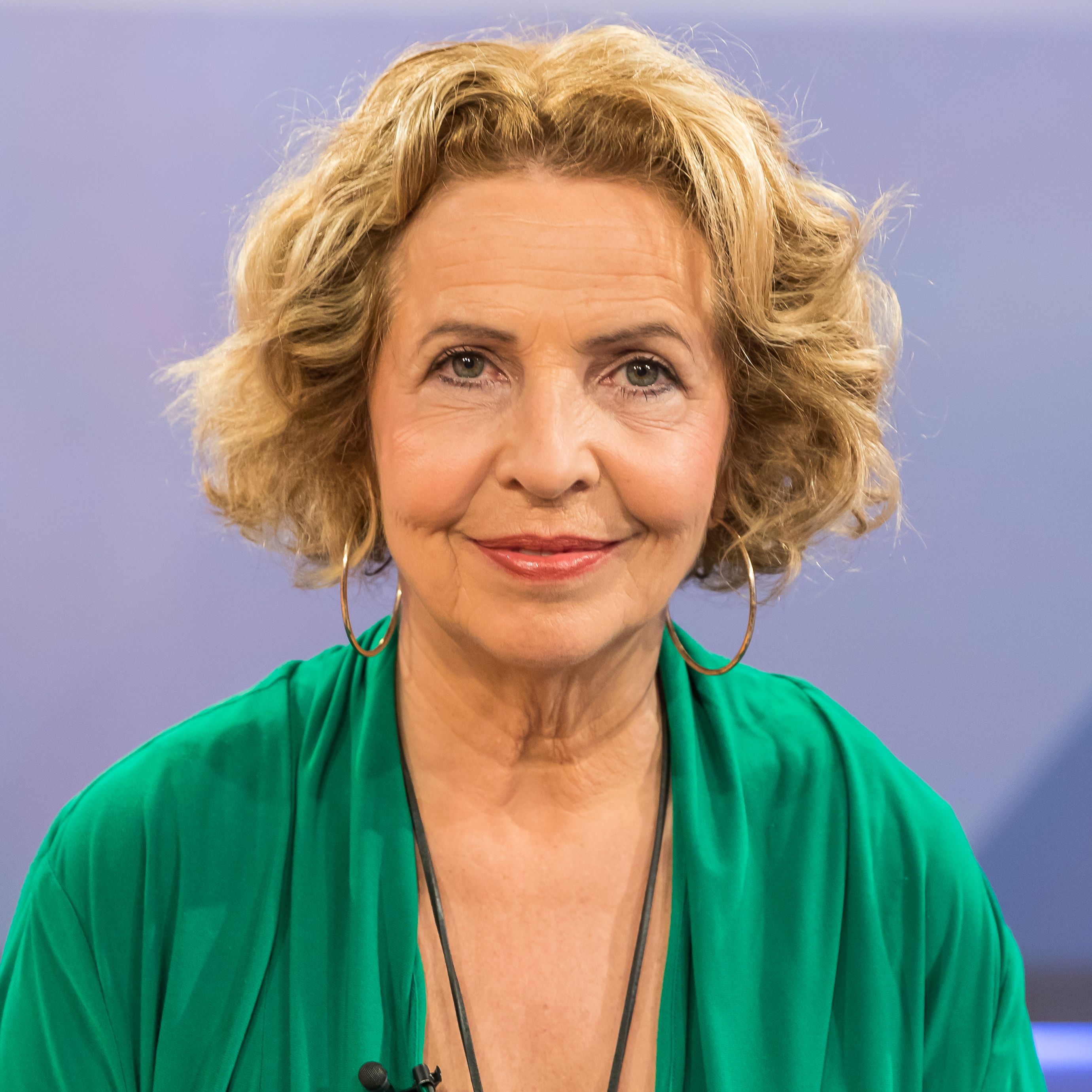
Michaela May, 2019

Michaela May (* 18. März 1952 als Gertraud Elisabeth Berta Franziska Mittermayr in München) ist eine deutsche Schauspielerin und Hörbuch- sowie Hörspielsprecherin.
Ihren Durchbruch hatte sie 1974 als Susi Hillermeier in der Fernsehserie Münchner Geschichten. Weitere Bekanntheit erlangte sie in den 1970er-Jahren durch die Eurochequekarten-Werbung und zwischen 2001 und 2009 als Kriminalhauptkommissarin Jo „Josephine“ Obermaier in der Krimireihe Polizeiruf 110. Seit 1964 wirkte sie bislang in über 150 Film- und Fernsehproduktionen mit.

## Leben

### Herkunft und Ausbildung
Gertraud Elisabeth Berta Franziska Mittermayr wurde im März 1952 als Tochter eines Oberstudiendirektors in München geboren, wo sie auch aufwuchs. Vom siebten Lebensjahr an nahm die Münchnerin Ballettunterricht und schon als Zehnjährige stand sie in einem Kinderballett auf der Bühne. Nach dem Fachabitur absolvierte sie eine Ausbildung zur Kindergärtnerin und nahm zeitgleich bei Ilse Hofmann de Boer Schauspielunterricht.

### Film und Fernsehen
Noch als Gertraud Mittermayr stand sie 1964 als Franziska Freytag für die Krimiserie Kommissar Freytag erstmals vor der Kamera. 1965 gab sie ihr Leinwanddebüt in Géza von Radványis Filmdrama Onkel Toms Hütte und unter der Regie von Werner Jacobs übernahm sie im Kinderfilm Heidi die Rolle der gehbehinderten Frankfurterin Klara Sesemann. 1967 trat sie auf den Rat ihrer Agentur seit dem Film Flucht ohne Ausweg unter dem Künstlernamen Michaela May auf. Dabei handelt es sich bei „Michaela“ um einen von ihr frei gewählten Vornamen, der ihr gut gefallen habe, und bei „May“ um einen Bestandteil ihres bürgerlichen Namens. Im selben Jahr war sie in einer Fernsehserie als Tänzerin zu sehen.
Mit ihrer Rolle der Susi Hillermeier in Helmut Dietls neunteiliger Fernsehserie Münchner Geschichten etablierte sich May 1974 an der Seite von Günther Maria Halmer als vielbeschäftigte Seriendarstellerin. Zudem wurde sie dem Fernsehpublikum durch die um 1975 aufkommende Eurochequekarten-Werbung bekannt, bei der ihr Name auf übergroßen Scheckkarten in allen Post- und Bankfilialen zu finden war. Von 2001 bis 2009 spielte May neben Edgar Selge die selbstbewusste und heimatverbundene Kriminalhauptkommissarin Jo „Josephine“ Obermaier in den vom BR produzierten Folgen der ARD-Krimireihe Polizeiruf 110. Für diese Rolle wurde sie 2004 zusammen mit Schauspielkollege Selge zum Ehrenkommissar der bayerischen Polizei gekürt. 2006 wurde sie für ihre darstellerische Leistung in der Folge Der scharlachrote Engel mit dem Adolf-Grimme-Preis in Gold ausgezeichnet. May spielte hierneben in zahlreichen Spielfilmen für Kino und Fernsehen mit. In der im Oktober 2015 in den deutschen Kinos angelaufenen Tragikomödie Familienfest von Lars Kraume übernahm sie neben Hannelore Elsner die Rolle der zweiten Ehefrau des sturen Pianisten Hannes Westhoff, der von Günther Maria Halmer dargestellt wurde, mit dem sie 1974 in Münchner Geschichten gemeinsam ihren Durchbruch hatte. Maria von Heland besetzte sie 2019 in einer ähnlich angelegten Rolle für ihre Fernsehproduktion So einfach stirbt man nicht an der Seite von Michael Gwisdek.

### Theater
1970 gab May an der Komödie am Kurfürstendamm in Berlin ihr Bühnendebüt. 1972 trat sie dort in dem Stück Eine Handvoll Brennnesseln von Sauvajon auf. In München spielte sie unter anderem in dem Psychothriller Gaslicht in der Komödie im Bayerischen Hof. 2022 stand sie an der Komödie im Bayerischen Hof für die Inszenierung Der Sittich auf der Bühne.

### Sprechtätigkeiten

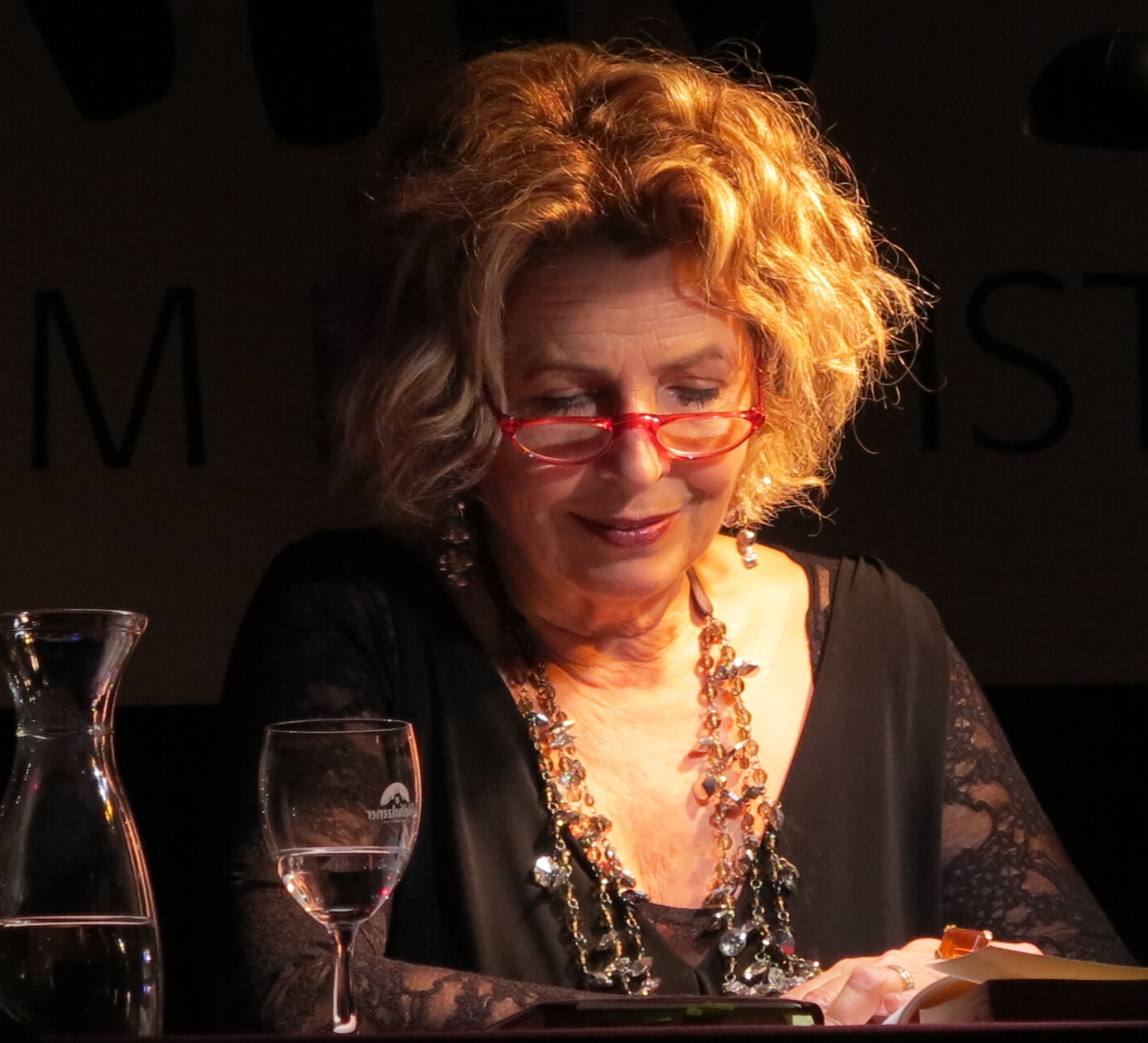
Michaela May bei einer Lesung in Dießen aus den Weihnachtsgeschichten im Dezember 2012

Neben ihren Arbeiten am Theater und in Film und Fernsehen sprach May zahlreiche Hörbuch- und Hörspielproduktionen ein. 2009 erschien das Hörbuch Weihnachtsgeschichten erzählt von Michaela May. Plätzchen backen und zuhören, in welchem sie von Joachim Ringelnatz, Charlotte Link, Selma Lagerlöf, Heinrich Böll, Herbert Rosendorfer und Oscar Wilde Gedichte und Anekdoten vorträgt.

### Soziales Engagement
- Seit 1990 engagiert sich May als Schutzengel und Botschafterin für Mukoviszidose-Patienten. 2014 wurde sie Ehrenmitglied der Patientenorganisation Mukoviszidose e. V.[2]
- Seit mehreren Jahren unterstützt sie die Welthungerhilfe, u. a. besuchte May 2010 in Indien und 2016 in Madagaskar Projekte der Hilfsorganisation.[3]
- Seit 2019 ist May gemeinsam mit ihrem Schauspieler-Kollegen Elmar Wepper (der allerdings am 31. Oktober 2023 verstorben ist) Schirmherrin beim gemeinnützigen Verein Retla e. V., der in der Senioren-Hilfe tätig ist.[4] Dort engagiert sie sich bei der Aktion „Telefon-Engel“ gegen die Einsamkeit älterer Menschen.[5]

### Privates
Michaela May verlor innerhalb weniger Jahre ihre Geschwister Karl (1946–1974), Hans (1943–1977) und Gundi (1960–1982) durch Suizid infolge von Depressionen.
Michaela May heiratete 1980 den Rechtsanwalt Jack Schiffer, mit dem sie zwei Töchter hat. Alexandra Schiffer (* 1982) und Lilian Schiffer (* 1988) sind ebenfalls Schauspielerinnen. Seit 2006 ist sie in zweiter Ehe mit dem Regisseur Bernd Schadewald verheiratet. Das Paar lebt in München.

## Filmografie

### Kinofilme
- 1965: Onkel Toms Hütte
- 1965: Heidi
- 1969: Die tolldreisten Geschichten – nach Honoré de Balzac
- 1969: Todesschüsse am Broadway
- 1969: Pepe, der Paukerschreck
- 1971: Das haut den stärksten Zwilling um
- 1980: Der Ringer (The American Success Company)
- 1982: Neonstadt
- 1982: Wie hätten Sie’s denn gern?
- 1997: Widows – Erst die Ehe, dann das Vergnügen
- 1997: Das merkwürdige Verhalten geschlechtsreifer Großstädter zur Paarungszeit
- 2015: Familienfest
- 2019: Schmucklos

### Fernsehfilme
- 1963: Robinson soll nicht sterben
- 1967: Der Tod läuft hinterher (Dreiteiler)
- 1967: Flucht ohne Ausweg (Dreiteiler)
- 1979: Fallstudien
- 1989: Die unsterblichen Fälle des Franz Josef Wanninger, Folge 42. Ein Abend mit Connery
- 1980: Weekend
- 1980: Der falsche Pass für Tibo
- 1987: Das Hintertürl zum Paradies
- 1992: Der Struppi ist weg
- 1993: Klippen des Todes
- 1995: Lovers
- 1995: Wozu denn Eltern?
- 1996: Prinzessin Fantaghirò V
- 1999: Liebe und weitere Katastrophen
- 2001: Hochzeit zu viert
- 2003: Auch Erben will gelernt sein
- 2006: Kurhotel Alpenglück
- 2006: Der Traum ihres Lebens
- 2008: Vier Tage Toskana
- 2009: Die göttliche Sophie
- 2009: Eine Liebe in Venedig
- 2010: Eine Sennerin zum Verlieben
- 2011: Die göttliche Sophie – Das Findelkind
- 2014: Unterwegs mit Elsa
- 2015: Frau Roggenschaubs Reise
- 2017: Ein Sommer im Allgäu
- 2019: So einfach stirbt man nicht
- 2021: Zum Glück zurück
- 2022: Bis zum letzten Tropfen
- 2024: Ich will mein Glück zurück

### Fernsehserien und -reihen
- 1963–1965: Kommissar Freytag
- 1971–1973: Hei-Wi-Tip-Top (12 Folgen)
- 1973: Kinderheim Sasener Chaussee (6 Folgen)
- 1974: Münchner Geschichten (8 Folgen)
- 1974: Hamburg Transit (Folge Awuku)
- 1974: Unter einem Dach (Folge Der Stromausfall)
- 1975: Bitte keine Polizei (Folge Teure Fanny)
- 1975: Beschlossen und verkündet (Folge Ferdinands Pferdchen)
- 1976–1979: Derrick (3 Folgen)
- 1977: Tatort: Flieder für Jaczek
- 1978, 1987: SOKO München (verschiedene Rollen, 2 Folgen)
- 1979: Tatort: Ein Schuß zuviel
- 1980: Die Grashüpfer
- 1981, 1989: Der Alte (verschiedene Rollen, 2 Folgen)
- 1983: Monaco Franze – Der ewige Stenz (10 Folgen)
- 1984: Polizeiinspektion 1 (Folge Leni)
- 1986: Geschichten aus der Heimat (Fernsehserie) Episode: Fleischpflanzl
- 1986: Irgendwie und Sowieso (9 Folgen)
- 1986: Schafkopfrennen (5 Folgen)
- 1986, 1990: Der Fahnder (verschiedene Rollen, 2 Folgen)
- 1986: Kir Royal (Folge Königliche Hoheit)
- 1987: Hans im Glück (8 Folgen)
- 1987: Zur Freiheit (12 Folgen)
- 1988–1989: Meister Eder und sein Pumuckl (2 Folgen)
- 1989: Ein Fall für zwei (Folge Der Schlüssel)
- 1989: Forsthaus Falkenau (11 Folgen)
- 1989: Die Männer vom K3: Tödlicher Export
- 1992: Das Nest (10 Folgen)
- 1992–1998: Der Bergdoktor (42 Folgen)
- 1993: Tatort: Kesseltreiben
- 1993: Das Traumschiff: Ägypten
- 1993: Glückliche Reise – Namibia
- 1994–1995: Unsere Schule ist die Beste (16 Folgen)
- 1996–2000: Männer sind was Wunderbares (19 Folgen)
- 1998: Das Traumschiff: Argentinien
- 1999: Dr. Stefan Frank – Der Arzt, dem die Frauen vertrauen (Folge Ironie des Schicksals)
- 2000: Polizeiruf 110: Gelobtes Land
- 2001: Polizeiruf 110: Fluch der guten Tat
- 2002: Rosamunde Pilcher: Wenn nur noch Liebe zählt
- 2002: Das Traumschiff: Chile und die Osterinseln
- 2005: Unter weißen Segeln – Odyssee der Herzen
- 2004: Polizeiruf 110: Die Maß ist voll
- 2005: Polizeiruf 110: Die Prüfung
- 2006: Polizeiruf 110: Er sollte tot
- 2007: Das Traumhotel – Dubai – Abu Dhabi
- 2007: Rosamunde Pilcher – Der Mann meiner Träume
- 2007: Polizeiruf 110: Taubers Angst
- 2007: Polizeiruf 110: Jenseits
- 2008: Alles was recht ist (Vierteiler)
- 2009: Alles was recht ist – Die italienische Variante
- 2008: Polizeiruf 110: Wie ist die Welt so stille
- 2009: Polizeiruf 110: Endspiel
- 2010: Inga Lindström: Zwei Ärzte und die Liebe
- 2010: Utta Danella – Eine Nonne zum Verlieben
- 2011: Alles was recht ist – Väter, Töchter, Söhne
- 2011: Frühling: Für immer Frühling
- 2011: Inga Lindström: Frederiks Schuld
- 2011: Alles was recht ist – Sein oder Nichtsein
- 2012: Der Bergdoktor (Staffel 5, Folgen: Wiedergeburt und Schwere Erkenntnis)
- 2012: Stolberg (Folge Tödliches Netz)
- 2012: Katie Fforde: Leuchtturm mit Aussicht
- 2012: Tessa Hennig: Elli gibt den Löffel ab
- 2013: Utta Danella – Sturm am Ehehimmel
- 2015: Herzensbrecher – Vater von vier Söhnen (Folge Mit Dank zurück)
- 2015: Rosamunde Pilcher: Wahlversprechen und andere Lügen
- 2017: Der Staatsanwalt (Folge Gegenwind)
- 2017: Katie Fforde: Meine verrückte Familie
- 2018, 2024: Kroymann (Satiresendung, 2 Folgen)
- 2019: Katie Fforde: Das Kind der Anderen
- 2020: Reiterhof Wildenstein – Neuanfang
- 2020: Reiterhof Wildenstein – Der Junge und das Pferd
- 2021: SOKO Leipzig (Folge Auftrag für Hajo)
- 2021: Die Rosenheim-Cops (Folge Mörderische Gesellschaft)
- 2022: Kreuzfahrt ins Glück: Hochzeitsreise nach Kreta
- 2022: Tatort: In seinen Augen
- 2022: Damaged Goods (Fernsehserie)
- 2024: Hubert ohne Staller (Folge Die Kunst des Einbrechens)

## Theatrografie (Auswahl)
- 1972: Eine Handvoll Brennesseln
- 1975: Der Mann, der sich nicht traut
- 1976: Das verflixte siebente Jahr
- 1976: Die Kinder Edouards
- 1977: Hinter dem Vorhang oder Genosse Veygond
- 1977: Meine Frau erfährt kein Wort
- 1981: Der Spiegel
- 1982: Ein besserer Herr (Komödie im Bayerischen Hof)[8]
- 1992: Honigmond (Komödie im Bayerischen Hof)[9]
- 1999–2000: Gaslicht (Komödie im Bayerischen Hof)[10]
- 2002–2004: Gefallene Engel (Komödie im Bayerischen Hof)[11]
- 2011: Fraule in TouTou (Komödie im Bayerischen Hof)[12]
- 2015: Germania III: Die Erlösung (Schwere Reiter)[13]
- 2016: Die Wunderübung (Komödie im Bayerischen Hof)[14]
- 2016: Rose Steiner in Rose und ihr hilfreicher Geist (Drehbühne Berlin / Schlosspark Theater)[15]
- 2022: Der Sittich (Komödie im Bayerischen Hof)[16]

## Hörbücher und Hörspiele (Auswahl)
- 2009: Weihnachtsgeschichten erzählt von Michaela May. Plätzchen backen und zuhören von Joachim Ringelnatz, Charlotte Link, Selma Lagerlöf, Heinrich Böll, Herbert Rosendorfer, Oscar Wilde und anderen, Steinbach sprechende Bücher, Schwäbisch Hall, 1 CD, 78 Min., ISBN 978-3-86974-004-1.
- 2011: Hüttengaudi von Nicola Förg, Osterworldaudio, Hamburg, gekürzt, 4 CDs, ISBN 978-3-86952-101-5.
- 2012: Mordsviecher von Nicola Förg, Osterworldaudio, Hamburg, gekürzt, 5 CDs, ISBN 978-3-86952-112-1.
- 2012: Jörg Graser: Kreuzeder und der Tote im Wald – Regie: Stefan Dutt (Kriminalhörspiel – DKultur)
- 2013: Platzhirsch von Nicola Förg, Osterworldaudio, Hamburg, gekürzt, 5 CDs, ISBN 978-3-86952-152-7.
- 2014: Scheunenfest von Nicola Förg, Osterworldaudio (Hörbuch Hamburg), Hamburg, gekürzt, 5 CDs, ISBN 978-3-86952-205-0.
- 2022: Hinter dem Lächeln (Autobiografie, Hörbuch, gelesen von der Autorin), Hörbuch Hamburg, ISBN 978-3-86952-542-6

## Auszeichnungen

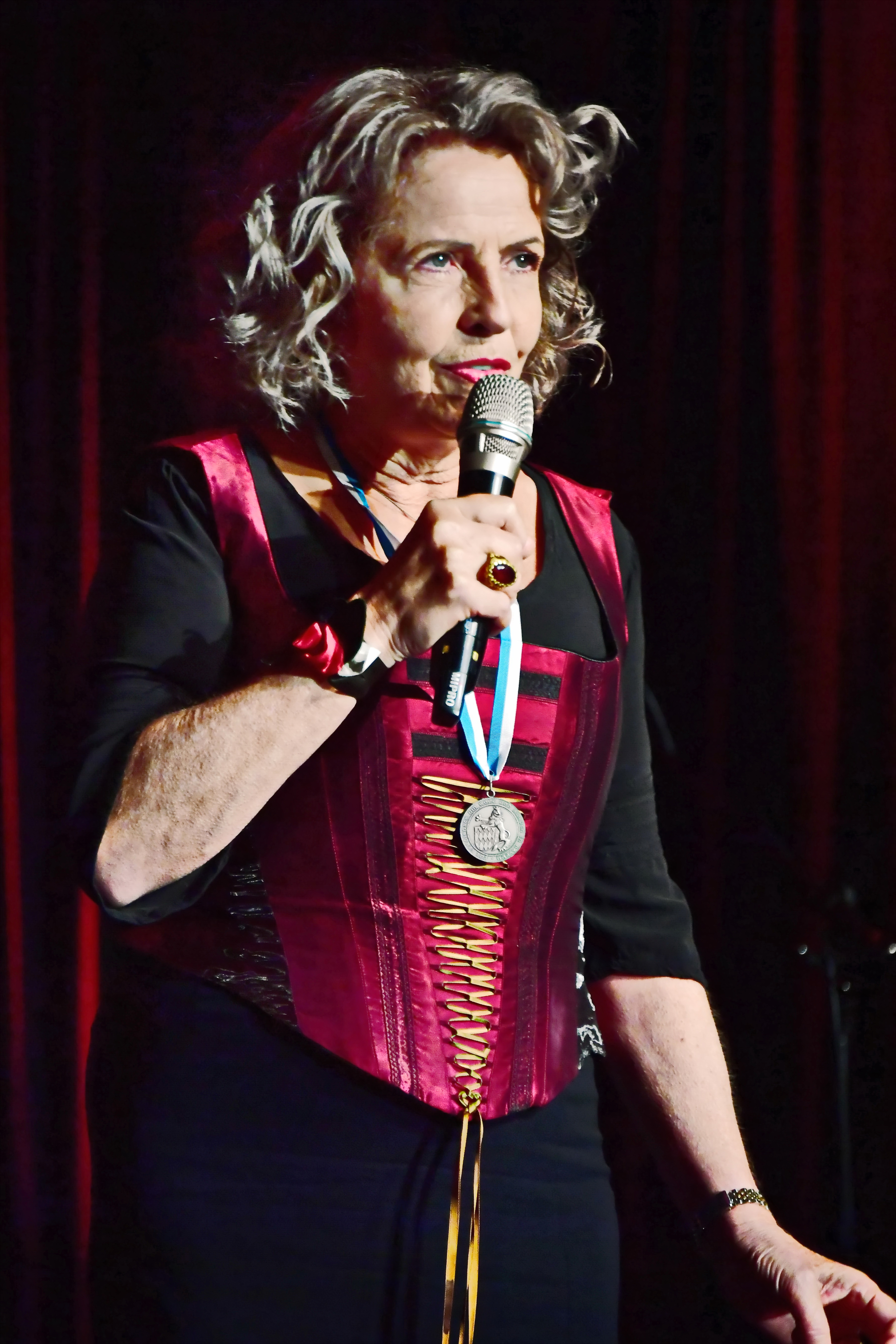
Michaela May, Bayerischer Poetentaler 2018

- 2004: Ernennung zum Ehrenkommissar der bayerischen Polizei (zusammen mit Schauspielkollege Edgar Selge aus Polizeiruf 110)
- 2006: Adolf-Grimme-Preis mit Gold für Polizeiruf 110 – Der scharlachrote Engel (ARD/BR)
- 2009: Medaille München leuchtet
- 2009: Bobby
- 2011: Bayerischer Verdienstorden
- 2013: Deutscher Fahrradpreis
- 2018: Bayerischer Poetentaler
- 2019: Verleihung des Ehrenbürgerrechts Münchens[17]
- 2019: Bambi Ehrenpreis
- 2021: Bayerischer Fernsehpreis Ehrenpreis[18]
- 2024: Bayerischer Verfassungsorden[19]